# ITunes Originals – Ben Folds
iTunes Originals – Ben Folds – album Bena Foldsa z serii iTunes Originals, wydany 30 sierpnia 2005 roku. Płyta jest wydawnictwem cyfrowym, dostępnym wyłącznie poprzez iTunes Store – nigdy nie była dostępna w sklepach. Koszt albumu wynosi w sumie 16.99 dolarów, a cena jednej ścieżki, z wyjątkiem tych z wywiadami, które nie są dostępne oddzielnie, to 0.99 dolarów.

## Lista utworów
1. "iTunes Originals"
2. "Bastard"
3. "My Inner White Man Came Out In Full Bloom"
4. "Philosophy"
5. "Nothing Manly About Walking Around Singing Neil Sedaka"
6. "Boxing"
7. "Writing About Yourself Without Being Emotionally Lewd"
8. "Alice Childress"
9. "A Really Rough Year"
10. "Brick"
11. "Making A Stadium Feel Like A Living Room"
12. "Smoke"
13. "I Understood What She Was Talking About"
14. "Selfless, Cold and Composed"
15. "Meeting Shatner"
16. "In Love"
17. "A New Clean Slate"
18. "Mess"
19. "The Scariest Thing You've Ever Done Is Right On The Horizon"
20. "Still Fighting It"
21. "Making Songs For Silverman"
22. "Prison Food"
23. "Landed"
24. "A Walk Through Any City In America"
25. "Jesusland"
26. "When Desperate Static Beats The Silence Up"
27. "Late"
28. "You To Thank"